# Kallobombus
Sous-genre
Kallobombus est un sous-genre de bourdons du genre Bombus. Il ne comprend qu'une seule espèce : Bombus soroeensis.